# Одинцов Олександр Васильович
Олександр Васильович Одинцов (20 липня 1895 — 26 вересня 1940) — український радянський і партійний діяч, народний комісар землеробства УСРР (1932—1933). Член ВУЦВК. Кандидат у члени ЦК КП(б)У в 1927—1930 роках. Член ЦК КП(б)У в 1932—1934 роках.

## Біографія
Народився 20 липня (1 серпня) 1895 року в селі Андріївці Кролевецької волості Кролевецького повіту Чернігівської губернії (тепер у складі міста Кролевець Конотопського району на Сумщині). 
Навчався в Чернігівській духовній семінарії, у 1916 році закінчив Київський комерційний інститут. Навчався на юридичному факультеті Київського університету. Брав участь у революційному студентському русі.
Член РСДРП(б) з квітня 1917 року.
У 1917 році — секретар Остерського комітету РСДРП(б), член Остерського військово-революційного комітету Чернігівської губернії.
У 1918 році, під час Української Держави гетьмана Павла Скоропадського, перебував у в'язниці.
У 1919 році на політичній роботі в Червоній армії: політпрацівник, командувач кавалерійського полку. З червня по серпень 1919 року — секретар Чернігівського губернського комітету КП(б)У. З жовтня по листопад 1919 року — голова Чернігівської губернської надзвичайної комісії (ЧК).
У 1920 році — секретар Київського губернського комітету КП(б)У. 
У червні — липні 1920 року — голова Чернігівського губернського комітету КП(б)У.  Надавав дозволи на організацію  бродячих загонів по ліквідації отамана Галаки
У вересні 1921 — 22 жовтня 1922 року — відповідальний секретар Одеського губернського комітету КП(б)У.
У 1922 році — уповноважений Народного комісаріату землеробства Російської РФСР по Південно-Східному краю.
З листопада 1922 року — член колегії Народного комісаріату землеробства Української СРР. З серпня 1923 року — заступник народного комісара землеробства Української СРР. Одночасно з 1925 року — голова правління сільськогосподарської кооперації «Сільський господар».
До 1931 року — заступник народного комісара землеробства СРСР. 
З 16 жовтня 1932 по 23 січня 1933 року — народний комісар землеробства Української СРР.
З 1934 року — начальник Азово-Чорноморського крайового земельного управління. 
У 1937 році заарештований. Розстріляний.